# Artemidor d'Efes
Artemidor d'Efes (en llatí Artemidorus, en grec antic Αρτεμίδωρος) fou un geògraf grec que va viure a finals del segle ii aC i a principis del I aC.
Va viatjar per les costes del Mediterrani, la mar Roja i sembla que també a oceans més llunyans (potser l'Índic). Va visitar Ibèria i Gàl·lia i va corregir algunes dades d'Eratòstenes sobre aquestos territoris.
Se sap que va escriure una obra de geografia que sembla que portava per títol τὰ γεωγραφούμενα, o també τὰ τῆς γεωγραφίας Βιβλία, on marcava, a la part corresponent a Àsia, les distàncies entre els pobles i els llocs, i on es veia que els països que hi havia més enllà del riu Tanais li eren desconeguts. L'obra estava formada per onze llibres, i er molt valorada pels antics D'aquesta obra, Marcià d'Heraclea en va treure el seu material per escriure un periple (περίπλους), que vindria també a ser un resum de l'obra d'Artemidor.
Estrabó, Esteve de Bizanci, Plini el Vell, Isidor i altres autors citen aquesta obra, que s'ha perdut, però es conserven molts petits fragments i alguns de llargs, gràcies a l'obra de Marcià que conté el periple del Pont Euxí i les descripcions de Bitínia i Paflagònia. A més de les característiques geogràfiques dels llocs, Artemidor també explicava els costums i els vestits dels pobles que descrivia.